# Browns Point (przylądek w Nowej Szkocji)
Browns Point (do 3 grudnia 1970 Brown Point) – przylądek (point) w kanadyjskiej prowincji Nowa Szkocja, w hrabstwie Pictou (45°40′13″N, 62°44′15″W), wysunięty w zatokę Pictou Harbour, na jej północnym brzegu; nazwa Brown Point urzędowo zatwierdzona 11 listopada 1948.